# Sofroniewo
Sofroniewo (bułg. Софрониево) – wieś w Bułgarii, w obwodzie Wraca, w gminie Mizija. W 2023 roku liczyła 1127 mieszkańców.